# 이치하라 료타
이치하라 료타(일본어: 市原 亮太, 1998년 5월 25일~)는 일본의 축구 선수이다.

## 구단 경력
그는 2021년 J3리그의 FC 이마바리에 입단했다. 2022년 7월 일본 지역 리그의 후쿠야마 시티 FC로 임대 이적했다. 2023년 FC 이마바리로 복귀했다. 2024년 J3리그 준우승으로 J2리그로 승격했다.